# Chiusura universale
In logica matematica e più in particolare in una teoria del primo ordine si chiama chiusura universale di una formula ben formata {\displaystyle {\mathcal {A}}(x_{1},...,x_{n})} in cui {\displaystyle x_{1},...,x_{n}} sono variabili libere, la formula
{\displaystyle \forall x_{1}\forall x_{2}...\forall x_{n}{\mathcal {A}}(x_{1},...,x_{n})}
ottenuta premettendo un quantificatore universale su ogni variabile libera.
Ad esempio la chiusura universale della formula
{\displaystyle (x+y)+z=x+(y+z)}
è data dalla formula
{\displaystyle \forall x\forall y\forall z(x+y)+z=x+(y+z)}
ma la situazione può essere molto più complessa, ad esempio la chiusura universale di
{\displaystyle \exists x\ (\forall y(x+y=z))\to \forall w(x+y=w)}
che ha solamente {\displaystyle z} come variabile libera, è data da
{\displaystyle \forall z\exists x(((\forall y(x+y=z))\to \forall w(x+y=w))}
La chiusura universale trasforma una formula aperta in una formula chiusa.